# Undetectable AI
Undetectable AI (Undetectable.ai) é um software de detecção de conteúdo de IA que reescreve textos gerados por IA para que pareçam mais humanos.

## História
O software Undetectable.ai foi projetado por Bars Juhasz, um estudante de doutorado da Universidade de Loughborough que anteriormente trabalhou com a Royal Air Force pesquisando operações de sistemas de aeronaves não tripuladas em ambientes com comando e controle negados. O lançamento online do Undetectable.ai foi co-desenvolvido por Christian Perry e Devan Leos. Foi oficialmente lançado em maio de 2023.

## Recepção e análise
O Undetectable AI tem sido discutido nas comunidades tecnológicas e acadêmicas. Artigos em veículos de notícias de tecnologia, como TechTudo e The Inquirer, discutiram o uso e as implicações éticas do software.

### Preocupações acadêmicas
Diversos pesquisadores acadêmicos expressaram preocupações sobre a funcionalidade de bypass de detecção do software Undetectable AI.
Em julho de 2023, um artigo de pesquisa intitulado "Modern threats in academia: evaluating plagiarism and artificial intelligence detection scores of ChatGPT," pesquisadores da Universidade Magna Græcia (Andrea Taloni et al.) testaram o Undetectable.ai contra softwares de detecção de texto gerado por IA e plágio.
Os resultados concluíram que, enquanto o software de detecção Originality.ai foi 95% preciso em detectar instâncias padrão de textos científicos gerados por IA (especificamente aqueles gerados pelo GPT-4), ao processar textos gerados por IA e plagiados pelo Undetectable.ai, eles se tornaram significativamente mais difíceis de detectar. O artigo sugeriu que a funcionalidade do Undetectable.ai demonstrou as limitações na detecção de texto gerado por LLMs e descreveu sua funcionalidade como tendo a capacidade de permitir "tentativas maliciosas de contornar a detecção de IA."
Em 4 de novembro de 2023, Erik Piller, um acadêmico da Nicholls State University, publicou um artigo intitulado "The Ethics of (Non)disclosure: Large Language Models in Professional, Nonacademic Writing Contexts," abordando preocupações éticas na inteligência artificial. No artigo, Piller examinou criticamente o software Undetectable.ai, questionando a base moral e a intenção subjacente de seu uso em vários contextos, enquanto expressava ceticismo sobre a aplicação positiva do software.

### Potencial para afetar a qualidade dos dados
Em 14 de agosto de 2023, o pesquisador Dr. Christoph Bartneck publicou um artigo de pesquisa conjunto (Bartneck et al.), intitulado "Detecting The Corruption Of Online Questionnaires By Artificial Intelligence", que investigou os desafios colocados pelo Undetectable.ai para o controle de qualidade de dados em questionários online. O artigo observou que o software Undetectable.ai foi capaz de contornar sistemas convencionais de detecção de IA, e como isso poderia levantar preocupações sobre a integridade dos dados coletados em estudos online. O estudo descobriu que, enquanto os sistemas de detecção de IA demonstraram a capacidade de identificar texto gerado pelo ChatGPT, eles falharam em identificar texto ofuscado pelo Undetectable.ai; no entanto, o artigo concluiu que o julgamento humano pode ser mais bem-sucedido em distinguir entre conteúdo gerado por humanos e IA.

### Impacto cultural
Em 30 de novembro de 2023, a EarthWeb utilizou a função de análise de conteúdo do Undetectable.ai junto com o GPTZero para escanear textos de desculpas postadas por celebridades, algumas das quais foram acusadas de escrever suas desculpas com IA, com base nos resultados.
Um artigo da equipe do SourceFed em janeiro de 2024 revelou que eles usariam o Undetectable.ai para detectar conteúdo criado com ou assistido por inteligência artificial.
Em 28 de janeiro de 2024, um relatório publicado por Daan Van Rossum na Flex.os, listou o Undetectable AI como o 35º software de IA mais visitado em 2023 (de um total de 150 softwares baseados em IA analisados), com base em dados de tráfego de sites.

## Mecanismo
Em aprendizado de máquina, a função principal descrita do Undetectable.ai é adversarial. A função do Undetectable AI é baseada na função principal de detectar texto artificialmente gerado (por exemplo, texto gerado por Modelo de linguagem de grande escalas).